# Космос-2519
Космос-2519 — российский военный спутник, запущенный 23 июня 2017 года в 18:04 UTC с космодрома Плесецк ракетой-носителем легкого класса «Союз-2.1в».
Спутник создан на базе унифицированной мультифункциональной космической платформы (военный индекс 14Ф150), разработан и изготовлен АО «НПО Лавочкина».
По данным Russianspaceweb.com, запуск спутника должен был стать первым из серии геодезических спутников 14Ф150 «Напряжение», разрабатываемых в рамках программы «Нивелир-ЗУ». Космический аппарат был зарегистрирован командованием воздушно-космической обороны Северной Америки как «Объект 42798».
Согласно первым сообщениям Минобороны РФ, спутник должен был использоваться для дистанционного зондирования и для съемки космических объектов.

## Первоначальные орбитальные данные спутника
- Перигей — 650 км
- Апогей — 667 км
- Угол наклона плоскости орбиты к плоскости экватора Земли — 98°.

## Хронология
23 июня 2017 года в 18:04 UTC с космодрома Плесецк ракетой-носителем легкого класса «Союз-2.1в» произошел успешный запуск спутника. В 19:27 UTC блок выведения Волга с космическим аппаратом штатно отделился от ракеты-носителя Союз-2.1в.
23 августа 2017 года «Космос-2519» вывел на орбиту спутник «Космос-2521», который в российских СМИ был назван «спутник-инспектор».
14 декабря 2017 года «Космос-2519» совершил маневр, чтобы на следующий день пролететь мимо Космоса-2521 на близком расстоянии (7 км), а 3 февраля 2018 года — снова на расстоянии 10 км.
В августе 2018 года стало известно, что с 27 июня по 19 июля спутник «Космос-2519» провел серию запусков двигателей, которые изменили его орбиту с параметрами 644/659 километров на 317/664 километров. После этого орбитальная активность спутника больше не наблюдалась. 24 декабря 2019 года спутник сошёл с орбиты, сгорев в верхних слоях атмосферы.